# Italie aux Jeux olympiques d'hiver de 1956
Cet article contient des informations sur la participation et les résultats de l'Italie aux Jeux olympiques d'hiver de 1956 à Cortina d'Ampezzo en Italie. C'est la première fois que ce pays accueille les Jeux olympiques. L'Italie était représentée par 65 athlètes. 
La délégation italienne a récolté en tout 3 médailles : 1 d'or et 2 d'argent. Elle a terminé au 8e rang du classement des médailles.

## Médailles
| Médaille                           | Nom                                                        | Sport     | Compétition         |
| ---------------------------------- | ---------------------------------------------------------- | --------- | ------------------- |
| Médaille d'or, Jeux olympiques     | Lamberto Dalla Costa Giacomo Conti                         | Bobsleigh | Bob à deux hommes   |
| Médaille d'or, Jeux olympiques     | Eugenio Monti Renzo Alverà                                 | Bobsleigh | Bob à deux hommes   |
| Médaille d'argent, Jeux olympiques | Eugenio Monti Ulrico Girardi Renzo Alverà Renato Mocellini | Bobsleigh | Bob à quatre hommes |